# Minivac 601

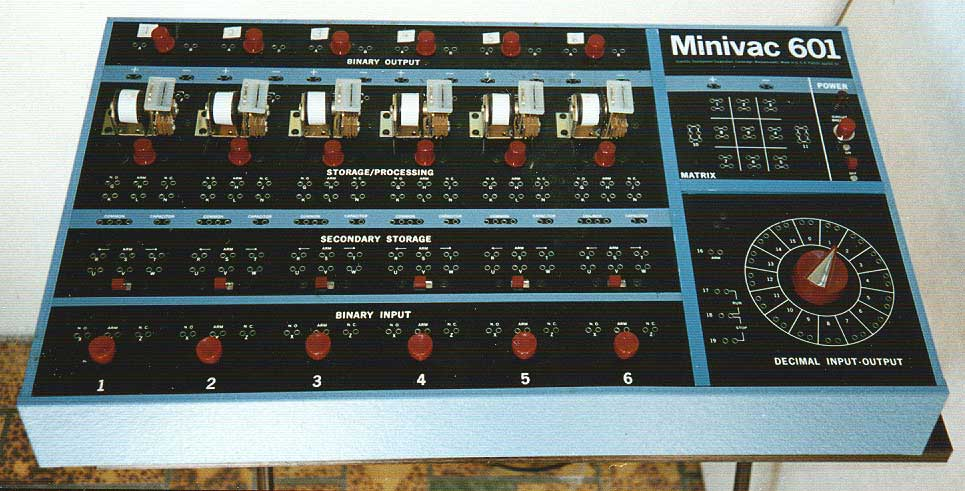
Minivac 601

Kit Minivac 601 Digital Computer era una computadora digital electromecánica creada como un proyecto personal por el Dr. Claude E. Shannon, Profesor en el MIT, siendo desarrollado por el personal de Scientific Development Corporation (SDC), y comercializado por dicha empresa en 1961 como un kit educativo para circuitos digitales.
Utilizaba relés eléctricos como interruptores para la lógica y almacenamiento. Tenía una matriz binaria de entrada/salida de seis bits, que constaba de interruptores simples y luces indicadoras y un dial rotatorio con números decimales de entrada o que podía actuar como una señal de reloj. Su diseño apenas permitía jugar al tres en línea y ganar.

## Minivac 601
El Minivac 601 servía de apoyo educativo para ayudar a aprender cómo funcionaba una unidad aritmética y el lenguaje binario y ensamblador de un ordenador. A pesar de que ganó una rápida aceptación entre las instituciones educativas y los aficionados, las grandes empresas no estaban dispuestas a comprarlo como un dispositivo para ayudar a sus empleados a aprender más acerca de cómo funcionaban las computadoras. 
Para solventarlo, la Scientific Development Corporation (SDC), empresa comercializadora del producto, repintó el dispositivo gris metálico (originalmente rojo y azul) cambiando la tolerancia de algunos interruptores (a un costo mínimo) y comercializó el dispositivo como Minivac 6010.